# Länge leve kärleken...
Länge leve kärleken..., originaltitel À nos amours, är en fransk film från 1983, regisserad av Maurice Pialat.

## Handling
Suzanne är en 15-åring som har svårt att hitta någon att älska, men lättare att hitta män att älska med.

## Om filmen
Filmen är inspelad i Paris, Paris-Orly flygplats, Hyères och Île de Porquerolles. Den hade världspremiär i Frankrike den 16 november 1983.

## Rollista
- Sandrine Bonnaire – Suzanne
- Maurice Pialat – pappan
- Christophe Odent – Michel
- Dominique Besnehard – Robert
- Cyril Collard – Jean-Pierre
- Jacques Fieschi – svågern
- Valérie Schlumberger – Marie-France
- Evelyne Ker – mamman

## Utmärkelser
- 1983 – Louis Delluc-priset, Maurice Pialat
- 1984 – Césarpriset – Bästa film, Maurice Pialat
- 1984 – Césarpriset – Mest lovande kvinnliga skådespelare, Sandrine Bonnaire

### Webbkällor
- Länge leve kärleken... på Internet Movie Database (engelska)
- Länge leve kärleken... på Svensk Filmdatabas